# 新阿爾薩斯 (印第安納州)
新阿爾薩斯（英語：New Alsace）是位於美國印地安納州迪爾伯恩縣的一個非建制地區。該地的面積和人口皆未知。

## 地理
新阿爾薩斯的座標為39°14′02″N 85°00′11″W / 39.23389°N 85.00306°W，而該地的平均海拔高度為291米（即955英尺）。